# Maceió
Maceió est une ville brésilienne, capitale de l'État de l'Alagoas. L'économie de la commune est fortement basée sur le tourisme. Une industrie importante est la fabrication de produits chimiques à partir de saumure pompée dans des puits profonds à la périphérie de Maceió.

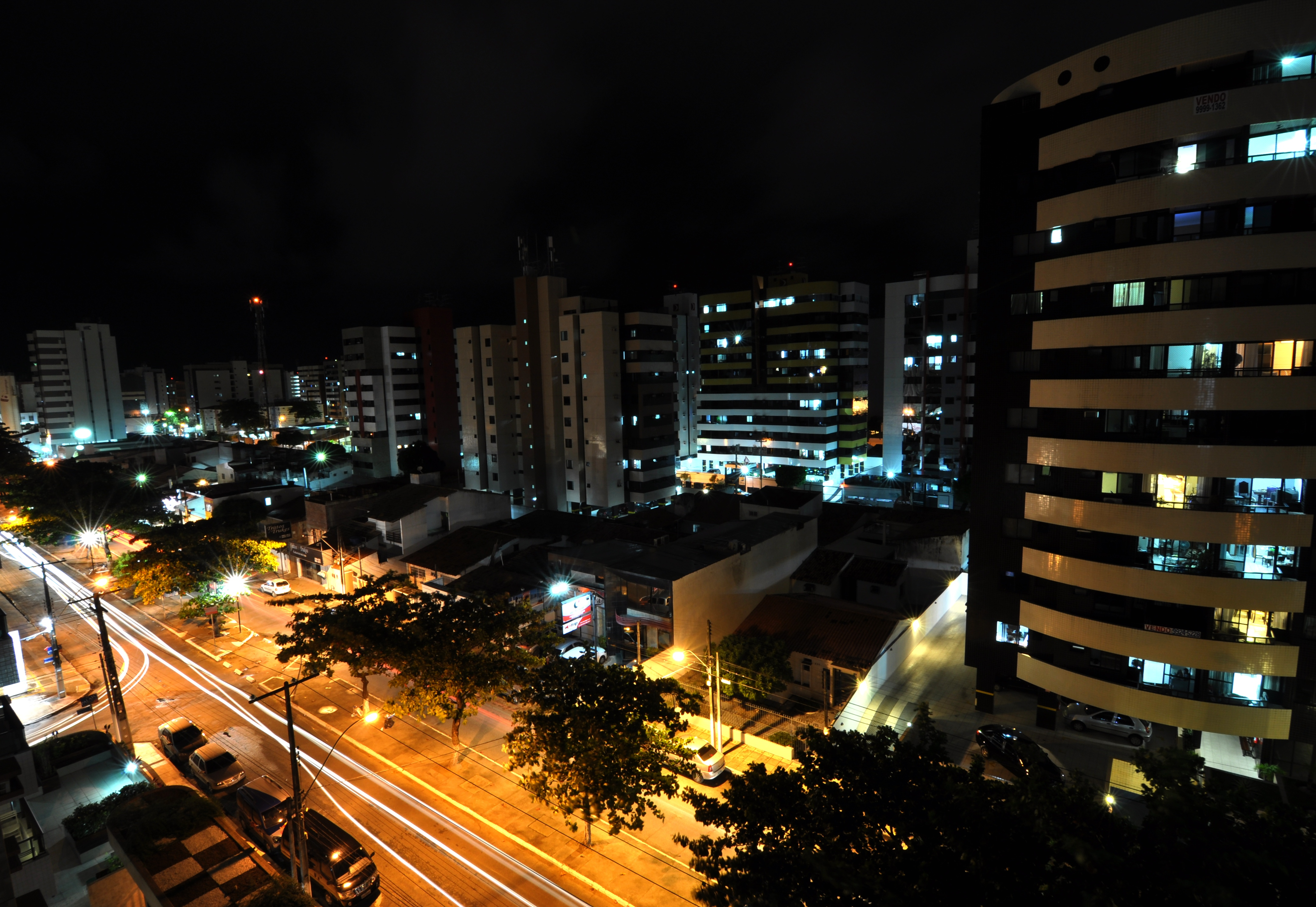
Avenue Professor Sandoval Arroxelas, quartier Ponta Verde.

## Géographie
Maceió se situe sur la côte atlantique. Sa population était de 936 314 habitants au recensement de 2009. Environ 1,3 million de personnes vivant dans la région métropolitaine de Maceió. La municipalité s'étend sur 511 km2.
commune limitrophe de Maceió
| Atalaia                              | Rio Largo        | Flexeiras                         |
| Coqueiro Seco Santa Luzia de Norte   | Maceió           | São Luís do Quitunde              |
| Marechal Deodoro Barra de São Miguel | Océan Atlantique | Paripueira Barra de Santo Antônio |
| Enclave : Serraria                   |                  |                                   |

### Sismisité
Le 10 décembre 2023 une des nombreux puits de mine de la ville s'est éffondré sans faire de victime car la zone était évacuée depuis plus de 4 ans. Ce sont 55.000 personne qui ont du évacuer laissant à l'abandon plus de 14.000 bâtiments mais ce processus d'évacuation a débuté en 2019 dès l'établissement des risques dans la zone. La majeure partie de cette mine se trouve au dessous du niveau de la mer, ce qui a causé de nombreux dégâts écologiques en raison de la production de sel roche en celle-ci; une énorme quantité de ce sel c'est retrouvé dans l'océan et a perturber l'écosystème marin. L'entreprise Braksem à qui appartient la mine ainsi que les 34 autres exploitées à Maceió a déclaré sur son site prendre "toutes les mesures possibles pour minimiser l'impact d'un éventuel effondrement, prévoyant deux scénarios: un affaissement "graduel" ou "abrupt". Toutefois il est difficile de savoir si cet effondrement est le dernier ou bien les prémices d'un effet domino qui pourrait causer davantage de dégâts dans certains quartier de la ville.

## Transport
La municipalité comporte un aéroport, l'aéroport international Zumbi dos Palmares.
La ville comporte également une gare ferroviaire desservant de nombreuses destinations dans la région ainsi que dans le reste du pays.

## Personnalités notables
Catégorie : Naissance à Maceió
Catégorie : Naissance en Alagoas